# Schatz der Drachen
Schatz der Drachen ist ein Memospiel des deutschen Spieleautors Reiner Knizia. Das Spiel für zwei bis fünf Spieler ab fünf Jahren dauert etwa 20 Minuten. Es ist im Jahr 2003 bei dem Verlag Winning Moves Germany erschienen. 2004 wurde das Spiel für das Kinderspiel des Jahres nominiert, wo es sich allerdings nicht gegen Geistertreppe durchsetzen konnte.

## Thema und Ausstattung
Bei Schatz der Drachen handelt es sich um ein Memospiel aufbauend auf dem Spielprinzip von Memory und anderen Pairs-Spielen kombiniert mit einem „Push your luck“-Mechanismus, bei dem die Mitspieler durch das Aufdecken weiterer Karten mehr Punkte gewinnen, jedoch auch alle Punkte verlieren können. Das Spielmaterial besteht neben der Spielanleitung aus 49 Karten. Davon sind 26 Schätze, zwölf Drachen, acht Diamanten und drei Spinnen.

## Spielweise
Zur Spielvorbereitung werden alle Karten gemischt und verdeckt zu einem Quadrat aus 7 Reihen mit jeweils 7 Kärtchen ausgelegt.
Gespielt wird reihum im Uhrzeigersinn. Der jeweils aktive Spieler deckt eine Karte nach der anderen auf. Er darf mit dem Aufdecken aufhören, wann er will und kann passende Kombinationen der umgedrehten Kärtchen nach seinem Zug an sich nehmen und behalten.
Die Karten geben unterschiedliche Punkte abhängig vom Motiv:
- Spielzeuge kann der Spieler an sich nehmen, wenn er Paare oder Vierlinge aufgedeckt hat. Beendet der Spieler seinen Zug und hat noch einzelne Karten, bleiben diese liegen und müssen wieder umgedreht werden.
- Kerzenleuchter dürfen nur als Drillinge aufgenommen werden, auch hier werden überzählige Karten am Ende des Zuges wieder umgedreht; insgesamt gibt es sechs Kerzenleuchter, damit zwei Sets.
- Schatzkisten dürfen nur als Vierlinge aufgenommen werden, auch hier werden überzählige Karten am Ende des Zuges wieder umgedreht; insgesamt gibt es acht Kerzenleuchter, damit zwei Sets.
- Diamantringe und Drachen dürfen einzeln aufgenommen werden.

Wenn der Spieler allerdings während seines Zugs eine Spinne oder einen Drachen zusammen mit Schätzen (Leuchter, Schatzkiste oder Spielzeug) aufdeckt, muss er alle Karten wieder umdrehen und beendet seinen Zug ohne Punkte.
Das Spiel endet, wenn nur noch drei Kärtchen – die Spinnen – im Quadrat liegen. Der Spieler, der die meisten Drachen in seinem Stapel gesammelt hat, bekommt die drei Spinnen-Kärtchen hinzu; bei einem Gleichstand bleiben sie liegen. Gewinner ist der Spieler, der die meisten Karten gesammelt hat.

## Ausgaben und Rezeption
Das Spiel Schatz der Drachen wurde von Reiner Knizia entwickelt und im Jahr 2003 bei dem Spieleverlag Winning Moves Germany veröffentlicht. In der Folge erschienen weitere Sprachversionen von dem Spiel bei unterschiedlichen Verlagen: 2003 erschien das Spiel bei Play Smart auf Hebräisch und 2005 auf Nierländisch und Französisch bei Winning Moves France („Drakenschat“). 2013 gab es erneut eine Ausgabe auf Französisch („Trésor des Dragons“), diesmal bei Oya, und 2018 eine auf Chinesisch bei Swan Panasia Co., Ltd. (龍的寶物). 2020 erschien das Spiel auf Rumänisch und Koreanisch in einer Version von FoxMind mit jeweils lokalen Partnern, zudem veröffentlichte Foxmind das Spiel im gleichen Jahr auf Deutsch sowie im Folgejahr auf Englisch als Harry Potter: The Hogwarts Challenge 2024 gab es weitere Ausgaben auf Spanisch (Lúdilo), Ungarisch (Reflexshop) und erneut auf Deutsch (Game Factory) sowie 2025 erneut auf Spanisch sowie in einer weiteren Ausgabe von FoxMind auf Englisch und Französisch.
2004 wurde das Spiel als eines von fünf Spielen zum Kinderspiel des Jahres nominiert, wobei sich Geistertreppe von Michelle Schanen gegen die Konkurrenz durchsetzen konnte. Die Jury kommentierte das Spiel wie folgt:

„Es ist schon beeindruckend, wie Autor Reiner Knizia hier die gute alte Memory-Idee variiert. Bei Schatz der Drachen zählt nicht nur Gedächtnisleistung. Gefragt ist auch Risikobereitschaft: Lässt man Vorsicht walten und gibt sich mit wenigen Schätzen zufrieden oder zockt man weiter und hört erst auf, wenn man mindestens eine Handvoll Kärtchen auf einmal erbeuten kann. Dabei allerdings können einem die Drachen oder Spinnen einen Strich durch die Rechnung machen.“

In der englisch-/französischen Version von Foxmind wurde das Spiel zudem 2025 in die Liste der Mensa Select Games der amerikanischen Sektion des Verbandes Mensa International aufgenommen. 

## Belege
1. 1 2 3  Schatz der Drachen auf der Website des Spiel des Jahres e.V.; abgerufen am 13. September 2019.
2. 1 2 3 4  Spieleanleitung Schatz der Drachen, Winning Moves 2003
3. 1 2 3  Versionen von Schatz der Drachen in der Spieledatenbank BoardGameGeek (englisch); abgerufen am 13. September 2019.